# Luís Antunes Pena
Luís Antunes Pena (* 12. Januar 1973 in Lissabon) ist ein portugiesischer Komponist für elektronische und instrumentale Musik.

## Leben und Wirken
Antunes Pena studierte zuerst Komposition in seiner Heimatstadt bei Evgueni Zoudilkine. Später, an der Escola Superior de Música de Lisboa studierte er bei Christopher Bochmann und António Pinho Vargas. Er setzte sein Studium der Komposition und Elektronischen Musik an der Folkwang Universität der Künste und am ICEM (Institut für Computermusik und Medien) bei Nicolaus A. Huber und Dirk Reith fort. Er besuchte außerdem Kompositionskurse von Emmanuel Nunes und Gérard Grisey in Lissabon und Paris.
Noch während des Studiums gründete er zusammen mit Diana Ferreira und João Miguel Pais das internationale Festival für aktuelle Musik – Jornadas Nova Música – Aveiro (1997–2001).
Im Mittelpunkt seiner Arbeit steht Das Bewusstsein der Ungewissheit, die Auseinandersetzung mit Konzepten um das Rauschen als forderndes System der Ungewissheit. Realitätsformen der Musik nebst das Gedächtnis in Zusammenspiel mit der instrumentalen und elektronischen Re-Synthese von Alltagsklängen sind weitere Schwerpunkte seiner letzten Werke. 
Er pflegt eine intensive Zusammenarbeit mit den Ensembles mosaik, hand werk, asamisimasa, Nadar, Drumming – Grupo de Percussão, e-mex, Remix Ensemble, Musikfabrik. Außerdem arbeitet er regelmäßig mit den Musikern Nuno Aroso und Francesco Dillon, mit denen er 2010 das Trio ruído vermelho (rotes Rauschen) für Schlagzeug, Cello und Elektronik gegründet hat. Mit den Komponisten Oxana Omelchuk, Florian Zwissler und Mark Polscher bildet er das Synthesizer-Quartett Monopass.
Er unterrichtet an der Hochschule für Musik Karlsruhe, der Zürcher Hochschule der Künste und der Folkwang Universität der Künste.
2016 ist die Portrait-CD Caffeine des Deutschen Musikrates bei Wergo erschienen und 2013 Terrains Vagues beim selben Label.

## Auszeichnungen
- 2013: Erster Preis Salvatore Martirano Memorial Composition Award Competition, Illinois, USA
- 2006: Kompositionspreis Eastman Computer Music Center Twenty fifth Anniversary Electroacoustic Music Competition, Rochester, USA.
- 2005: Preis des 11. Kompositionswettbewerbes 2005 im Rahmen des Wiener Sommer-Seminars für neue Musik, Wien.
- 2005: Auszeichnung, 32. Concours International de Musique et d’Art 2005 Sonore Electroacoustiques de Bourges, Bourges, Frankreich.
- 2000: Kompositionspreis, Lopes-Graca, Estoril, Portugal.
- 1996: Kompositionspreis, Óscar da Silva, Viana do Castelo, Portugal.

## Werke

### Elektronik
- Musik im Ausnahmezustand - Patterns, Schreie und Stille für Stereo Fixed-Medium (2024)
- Disorder/Resonance 8  für Analogsynthesizer, 4 Joysticks und digitale Klangbearbeitung (2024)
- Vermalung II - Donny G. für 8-Kanal Fixed-Medium (2006)
- Sonorous Landscapes für 4-Kanal Fixed-Medium (2005)

### Solowerke mit oder ohne Elektronik
- Narcosis für Basssaxophon und integrierte Elektronik (2024)
- 27 Ossos für 1 Performer mit 2 Toms, Lichtern, Sensoren, Elektronik und Videoprojektion (2021)
- Música para 30 Metais für 30 Metallbecken und Elektronik (2013)
- Im Rauschen, Cantabile für Kontrabass und 2-Kanal-Fixed-Medium (2012)
- Man on Carpet für weibliche Stimme, Vibraphon und Elektronik (2012)
- K-U-L-T für Klavier und Electronik (2011/16)
- Eyjafjallajokull für Orgel (2010)
- Três Quadros sobre Pedra für Granitplatten, Perkussion und Elektronik (2009)
- Klangspiegel für mikrotonale Trompete, Tam-tam und 4-Kanal-Fixed-Medium (2003)
- ...winterlich ruhende Erde.... für Violoncello (2000)

### Kammermusik
- The small book of misreadings für Flöte, Saxophon, Klavier, Schlagzeug und Elektronik mit 15 kleinen Lautsprechern (2022)
- Tracking Reality #1 für 3 Performer mit Live-Kamera, Transducers und Elektronik (2019)
- Tracking Noise #4 für 3 Performer mit losen Kabeln, Lichtern und Midi-Knöpfen (2018)
- Caffeine für Bassklarinette, E-Gitar, Schlagzeug, Klavier/Sampler, Violoncello und Elektronik (2015)
- Konvolut für Altflöte, Klarinette, Klavier, Violine, Violoncello und Elektronik (2014)
- Fragments of noise and blood für Bassklarinette, Violoncello, Schlagzeug, Klavier und Elektronik (2009)
- Im Rauschen Rot für Kontrabass, Schlagquartett und Elektronik (2009)
- Anatomia de um Poema Sonoro für weibliche Stimme, männlicher Sprecher, Saxophon, Schlagzeug, Klavier und Elektronik (2004)

### Ensemblewerke
- Das Gedächtnis Gebrauchsanweisung für Violoncello, Percussion Baschet, Elektronik und Ensemble (2021)
- Nomás für Ensemble und Elektronik (2015)

### Orchester
- Off-Balance für 2 Schlagzeuger, Orchester und Elektronik (2017)
- 1441 für Orchester (2014)
- Acceleration für Orchester (2014)
- In Hyperventilation für Orchester (2011)

### Musik für Tanz
- Splitter. Musik für eine Tanzproduktion von Mara Tsironi für 2-Kanal-Fixed-Medium (2021)
- Resonant Bodies (mit Jana Griess) für eine Tänzerin, 15 Megaphonen und Elektronik (2016)
- Lied vom Staub (mit Jana Griess) für eine Tänzerin, vier Metallplatten, Transducers und Elektronik (2014)

## Diskografie
- 2016: Caffeine Shott Music
- 2013: Terrains Vagues Shott Music